# Нельсон (містечко, Вісконсин)
Нельсон (англ. Nelson) — місто (англ. town) в США, в окрузі Баффало штату Вісконсин. Населення — 322 особи (2020).

## Демографія
Згідно з переписом 2010 року, у місті мешкала 571 особа в 242 домогосподарствах у складі 175 родин. Було 291 помешкання
Расовий склад населення:
| - 98,1 % — білих - 0,5 % — азіатів - 1,1 % — осіб інших рас |

До двох чи більше рас належало 0,4 %. Частка іспаномовних становила 3,3 % від усіх жителів.
За віковим діапазоном населення розподілялося таким чином: 18,6 % — особи молодші 18 років, 62,0 % — особи у віці 18—64 років, 19,4 % — особи у віці 65 років та старші. Медіана віку мешканця становила 47,8 року. На 100 осіб жіночої статі у місті припадало 103,9 чоловіків;  на 100 жінок у віці від 18 років та старших — 102,2 чоловіків також старших 18 років.
Середній дохід на одне домашнє господарство  становив 75 619 доларів США (медіана — 65 313), а середній дохід на одну сім'ю — 77 033 долари (медіана — 68 750). Медіана доходів становила 47 500 доларів для чоловіків та 36 875 доларів для жінок. За межею бідності перебувало 4,3 % осіб, у тому числі 0,0 % дітей у віці до 18 років та 3,8 % осіб у віці 65 років та старших.
Цивільне працевлаштоване населення становило 341 особа. Основні галузі зайнятості: освіта, охорона здоров'я та соціальна допомога — 17,6 %, сільське господарство, лісництво, риболовля — 16,1 %, виробництво — 12,3 %, роздрібна торгівля — 10,3 %.